# Смородина прицветниковая
Сморо́дина прицве́тниковая (лат. Ribes bracteosum) — кустарник, вид растений рода Смородина (Ribes) семейства Крыжовниковые (Grossulariaceae).

## Ареал
Растёт в Северной Америке, вдоль побережья Тихого океана от Аляски до Калифорнии.

## Ботаническое описание
Кустарник высотой до 3 метров. Побеги прямые, опушённые и железистые, без колючек.

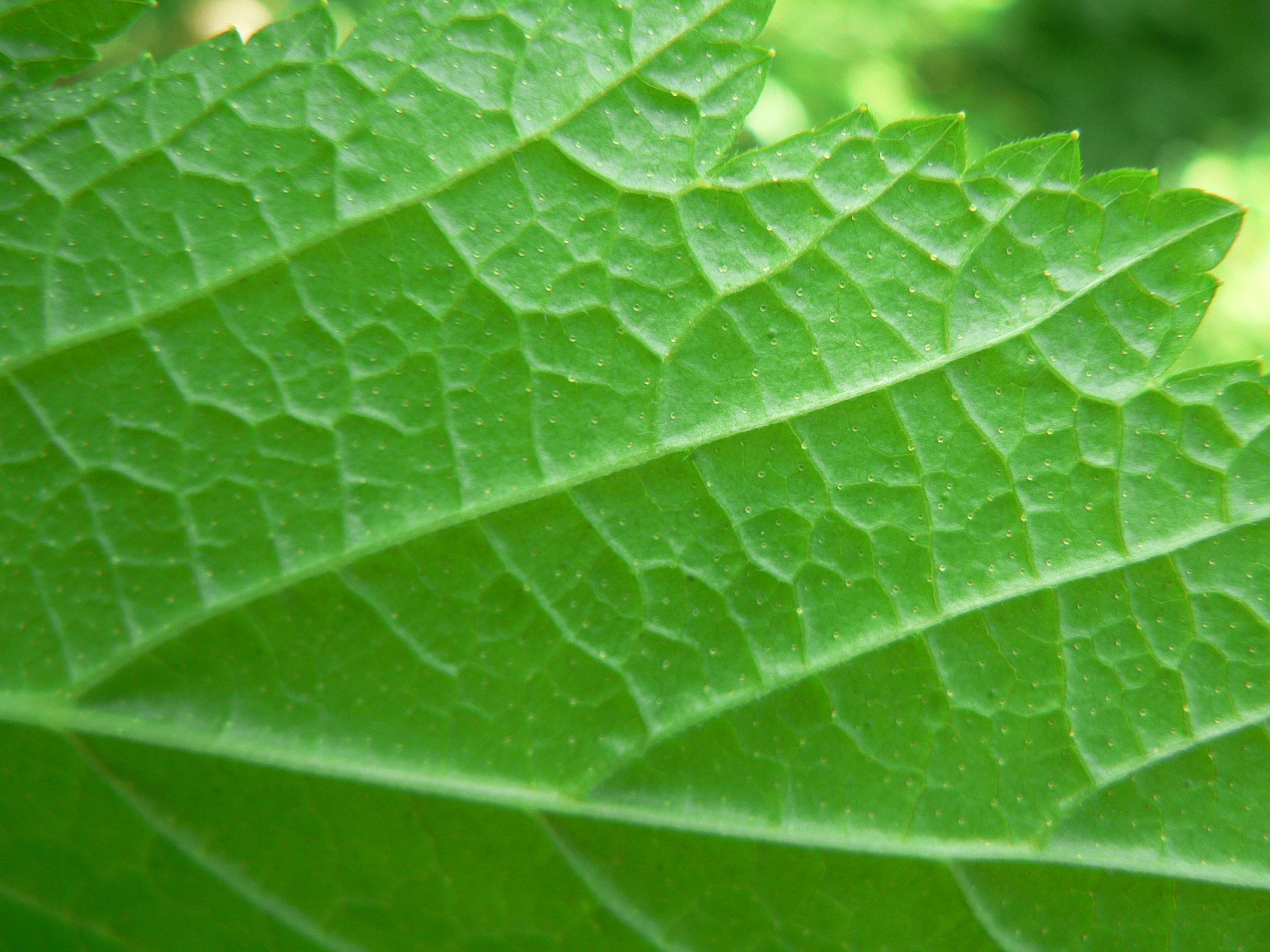
Лист крупным планом. Хорошо заметных жёлтые желёзки.

Листья длиной 2—10 см, яйцевидные в очертании, с сердцевидным основанием, на длинных (2—10 см) черешках. Листовая пластинка глубоко рассечена на 5—7 яйцевидно-ланцетных, заострённых на концах лопастей с остропильчатыми краями. Листья имеют сладковатый неприятный запах, за что этот вид получил английское название stink currant — вонючая смородина.
Цветочные кисти прямостоячие, длиной 15—30 см, с 20—50 равномерно расположенными цветками. Ось соцветия с редким опушением. Гипантий блюдцевидный, зелёный. Чашелистики коричневато-пурпурные или зеленоватые, лепестки белые. Прицветники хорошо заметны, длиной 4—5 мм, опушённые и железистые, центральные — яйцевидные, дольчатые, периферийные — продолговатые, не разделённые на доли.
Плоды — шаровидные чёрные железистые ягоды диаметром 8—10 мм с сизым налётом.

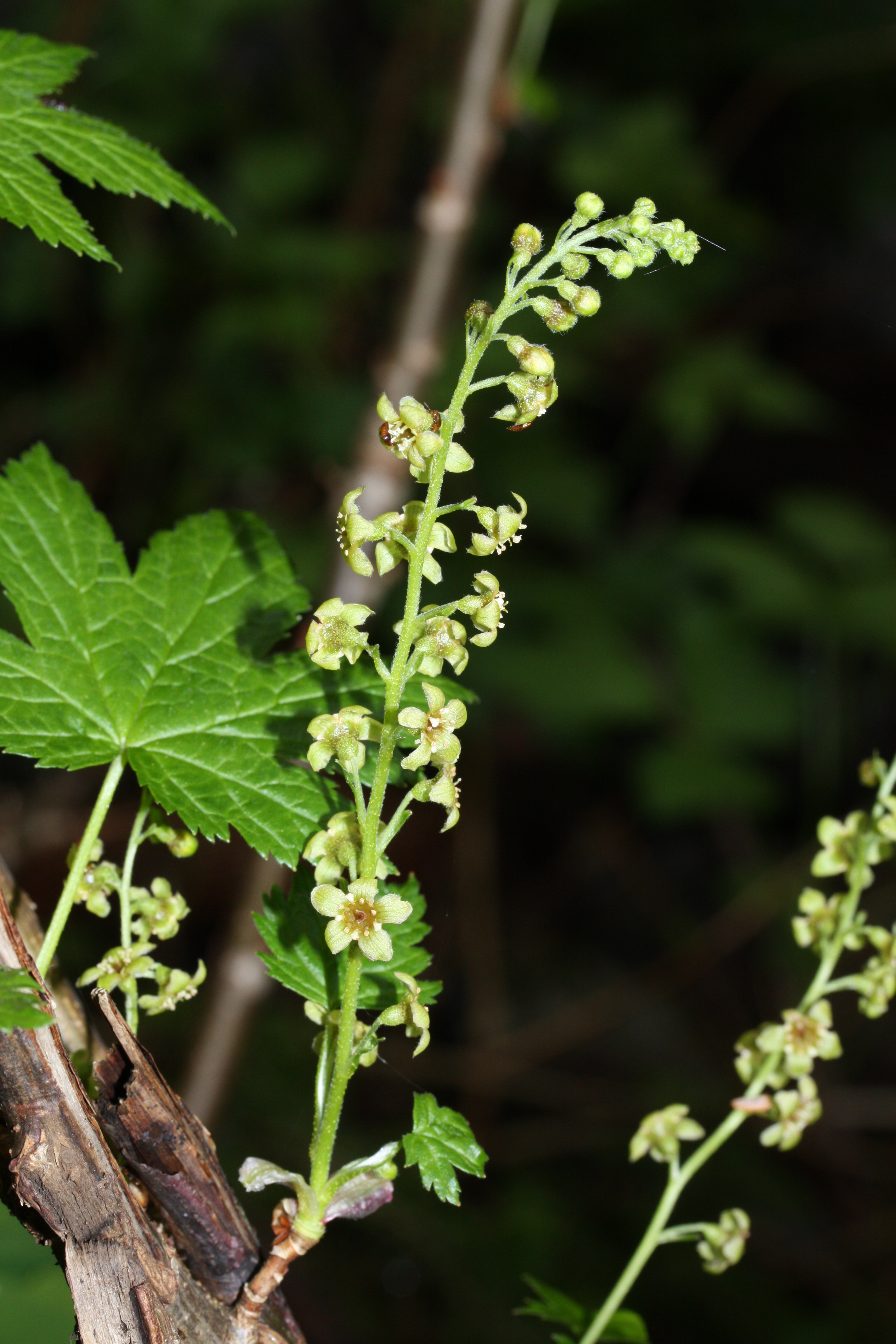
Соцветия
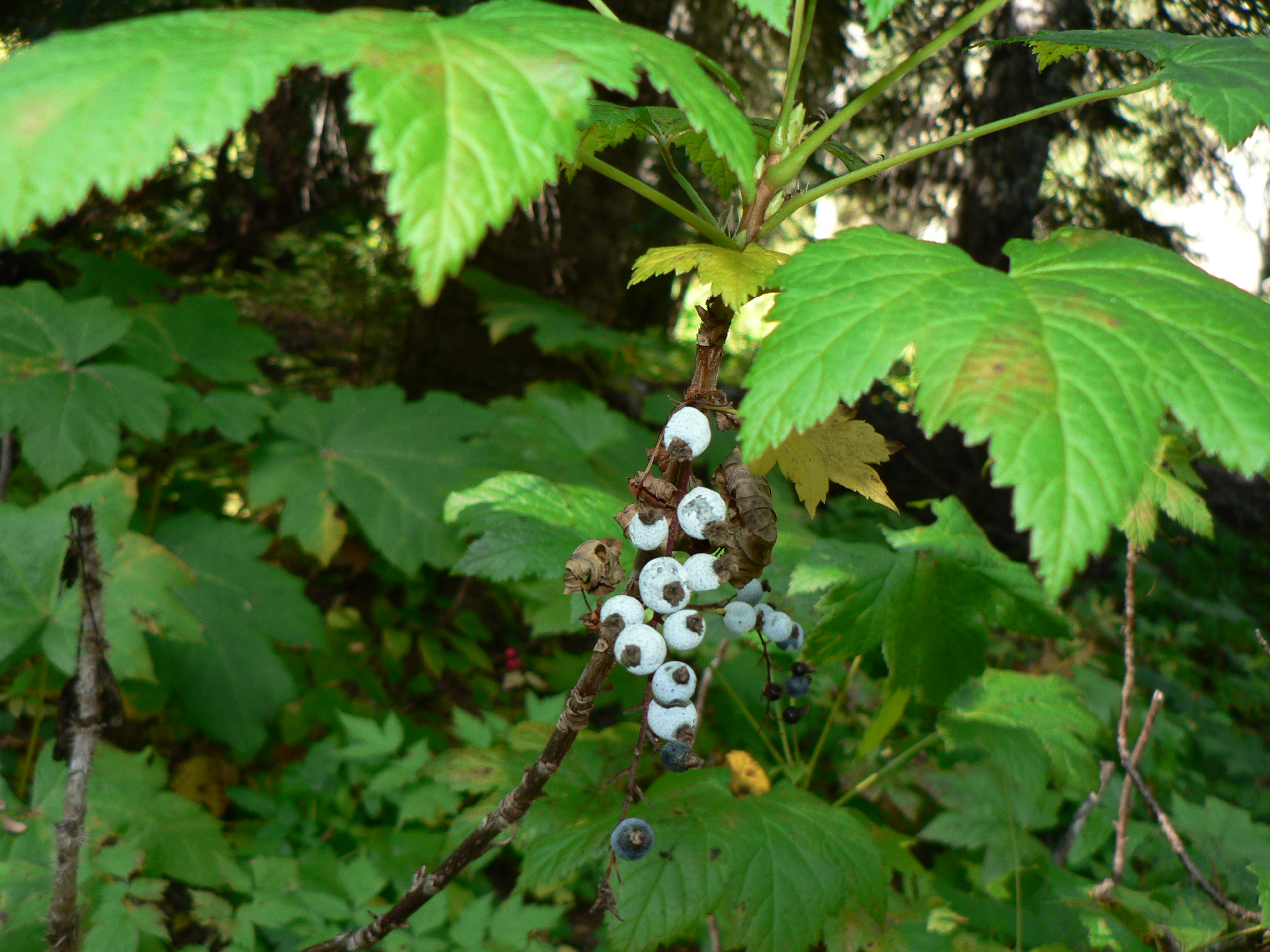
Плоды